# Olympische Winterspiele 1984/Skilanglauf – 4 × 10 km (Männer)
Die 4 × 10-km-Skilanglaufstaffel der Männer bei den Olympischen Winterspielen 1984 in Sarajevo wurde am 16. Februar 1984 in Igman, Veliko Polje ausgetragen.
Olympiasieger wurde die schwedische Staffel in einer Zeit von 1:55:06,3 h. Silber sicherte sich die Staffel aus der Sowjetunion vor Finnland, dessen Staffel als Dritte Bronze gewann. Die Staffel der Mongolei wurde nachträglich wegen eines Dopingfalls des Startläufers Pürewdschawyn Batsüch disqualifiziert. Sie hatte ursprünglich Platz 15 belegt.

## Ergebnisse
| Platz | Land / Sportler                                                                                           | Zeit                                                        | Defizit (min) |
| ----- | --- | ----------------------------------------------------------- | ------------- |
| 1     | Schweden Thomas Wassberg Benny Kohlberg Jan Ottosson Gunde Svan                                           | 1:55:06,3 h 28:47,0 min 28:47,9 min 29:04,1 min 28:27,3 min |               |
| 2     | Sowjetunion Oleksandr Batjuk Alexander Sawjalow Wladimir Nikitin Nikolai Simjatow                         | 1:55:16,5 h 28:57,6 min 28:25,1 min 29:15,8 min 28:38,0 min | +0:10,2       |
| 3     | Finnland Kari Ristanen Juha Mieto Harri Kirvesniemi Aki Karvonen                                          | 1:56:31,4 h 30:21,6 min 28:36,2 min 28:35,0 min 28:58,6 min | +1:25,1       |
| 4     | Norwegen Lars Erik Eriksen Jan Lindvall Ove Aunli Tor Håkon Holte                                         | 1:57:27,6 h 30:14,6 min 28:43,7 min 28:24,1 min 30:05,2 min | +2:21,3       |
| 5     | Schweiz Giachem Guidon Konrad Hallenbarter Joos Ambühl Andy Grünenfelder                                  | 1:58:06,6 h 29:42,9 min 29:48,7 min 29:28,5 min 29:05,9 min | +2:59,7       |
| 6     | BR Deutschland Jochen Behle Stefan Dotzler Franz Schöbel Peter Zipfel                                     | 1:59:30,2 h 30:05,8 min 29:54,7 min 29:37,3 min 29:52,4 min | +3:23,9       |
| 7     | Italien Maurilio De Zolt Alfred Runggaldier Giulio Capitanio Giorgio Vanzetta                             | 1:59:30,3 h 30:21,4 min 30:26,6 min 29:47,0 min 28:55,3 min | +3:24,0       |
| 8     | Vereinigte Staaten Dan Simoneau Tim Caldwell Jim Galanes Bill Koch                                        | 1:59:52,3 h 29:36,4 min 31:43,0 min 29:14,7 min 29:18,2 min | +4:46,0       |
| 9     | DDR Karsten Brandt Uwe Wünsch Frank Schröder Uwe Bellmann                                                 | 2:02:13,9 h 32:06,3 min 29:35,1 min 30:48,0 min 29:44,5 min | +7:07,6       |
| 10    | Bulgarien Swetoslaw Atanassow Atanas Simittschiew Milusch Iwantschew Christo Barsanow                     | 2:02:17,6 h 31:48,4 min 30:25,5 min 30:17,1 min 30:46,6 min | +8:11,3       |
| 11    | Österreich Andreas Gumpold Franz Gattermann Peter Juric Alois Stadlober                                   | 2:04:39,0 h 32:59,1 min 30:59,7 min 30:35,6 min 30:04,6 min | +9:32,7       |
| 12    | Jugoslawien Ivo Čarman Jože Klemenčič Janež Kršinar Dušan Đurišič                                         | 2:04:42,8 h 32:59,1 min 30:59,7 min 30:35,6 min 30:04,6 min | +9:36,5       |
| 13    | Japan Kazunari Sasaki Hideaki Yamada Satoshi Satō Yūsei Nakazawa                                          | 2:06:42,5 h 32:54,0 min 30:56,6 min 31:14,1 min 31:37,8 min | +11:36,2      |
| 14    | Großbritannien Mark Moore Andrew Rawlin Michael Dixon John Spotswood                                      | 2:10:19,9 h 32:31,8 min 32:19,3 min 33:17,5 min 32:01,3 min | +15:13,6      |
| 15    | China Song Shi Li Xiaoming Lin Guanghao Zhu Dianfa                                                        | 2:16:52,4 h 34:12,8 min 34:47,4 min 34:00,8 min 33:51,4 min | +21:46,1      |
| 16    | Argentinien Julio César Moreschi Norberto von Baumann Ricardo Holler Alejandro Baratta                    | 2:27:07,1 h 37:05,9 min 35:30,9 min 37:29,3 min 37:01,0 min | +32:00,8      |
| DSQ   | Mongolei Pürewdschawyn Batsüch Wangansürengiin Rentschinchorol Dondogiin Ganchujag Luwsandaschiin Dordsch | 2:16:01,6 h 34:35,4 min 35:09,3 min 33:11,1 min 33:05,8 min | +20:55,3      |